# Vacances (pel·lícula de 2015)
Vacances (en anglès, Vacation) és una pel·lícula de comèdia i d'aventures dels Estats Units, dirigida i escrita per John Francis Daley i Jonathan Goldstein. És protagonitzada per Ed Helms i Christina Applegate.
És part de la saga de Per fi ja són vacances (National Lampoon's Vacation) (1983), que inclou les seqüeles Les vacances europees d'una família americana (1985), Vacances de Nadal d'una boja família americana (1989), Vegas Vacation (1997) i Hotel Hell Vacation (2010), i es va estrenar el 2015. Ha estat doblada al català.

## Argument
Rusty Griswold (Ed Helms), seguint els passos del seu pare (Chevy Chase), decideix sorprendre la seva esposa Debbie (Christina Applegate) i els seus fills James (Skyler Gisondo) i Kevin (Steele Stebbins) amb un viatge per tots els Estats Units.

## Repartiment
- Ed Helms com a Russell «Rusty» Griswold
- Christina Applegate com a Debbie Griswold, esposa de Rusty.
- Skyler Gisondo com a James Griswold, fill gran de Rusty i Debbie.
- Steele Stebbins com a Kevin Griswold, fill jove de Rusty i Debbie.
- Leslie Mann com a Audrey Griswold, germana de Rusty.
- Beverly D'Angelo com a Ellen Griswold, mare de Rusty i Audrey.
- Ron Livingston com a Ethan, rival de Rusty.
- Chris Hemsworth com a Stone Crandall, marit d'Audrey.
- Chevy Chase com a Clark Griswold, pare de Rusty i Audrey.
- Charlie Day com a Txad, guia del riu.
- Catherine Missal com a Adena, el nou interès amorós de James.

A més, Elizabeth Gillies, Norman Reedus, Keegan-Michael Key i Regina Hall hi interpreten papers menors com a Heather, una noia de la germanor; un camioner; i els amics de la família, Jack i Nancy Peterson; respectivament.
Tim Heidecker, Nick Kroll, Kaitlin Olson i Michael Peña hi interpreten policies dels estats de Utah, Colorado, Arizona i Nou Mèxic, respectivament.
La model Hannah Jeter hi fa un cameo com a conductora d'un Ferrari vermell i David Clennon, Colin Hanks, Ryan Cartwright i John Francis Daley hi apareixen en petits cameos al llarg de la pel·lícula interpretant a Barry, Jake, Terry i Robert, respectivament.